# Jeff Rowe
Jeffrey Rowe (Hometown, 9 de julho de 1986) é um cineasta e artista de storyboard estadunidense. Ele é conhecido por ser o escritor de Gravity Falls e Disenchantment, o co-roteirista e codiretor de The Mitchells vs. the Machines e o diretor de Teenage Mutant Ninja Turtles: Mutant Mayhem.

## Juventude e educação
Rowe cresceu em Hometown, Illinois, um subúrbio de Chicago. Ele frequentou o California Institute of the Arts e se formou em 2011.

## Carreira
Rowe trabalhou brevemente na Film Roman, Bento Box Entertainment e Rubicon Group Holding antes de atuar como escritor na série animada do Disney Channel, Gravity Falls. [1] Ele também escreveu para a série animada da Netflix, Disenchantment.
Rowe mais tarde iria co-dirigir e co-escrever The Mitchells vs. the Machines junto com Mike Rianda. O filme foi lançado na Netflix em 30 de abril de 2021. Em junho de 2020, Rowe foi contratado para dirigir o próximo filme Teenage Mutant Ninja Turtles: Mutant Mayhem, que ele também co-escreveu. Alguns dias antes do lançamento do filme em 2 de agosto de 2023, foi anunciado que uma sequência havia recebido sinal verde, com Rowe retornando para dirigir.

## Filmografia

### Cinema
| Ano  | Título                                      | Direção    | Roteiro | Dublagem |
| ---- | ------------------------------------------- | ---------- | ------- | -------- |
| 2021 | The Mitchells vs. the Machines              | Co-diretor | Sim     | Sim      |
| 2023 | Teenage Mutant Ninja Turtles: Mutant Mayhem | Sim        | Sim     | Sim      |

### Televisão
Escritor
| Ano       | Título         | Notas        |
| --------- | -------------- | ------------ |
| 2014–2016 | Gravity Falls  | 11 episódios |
| 2018–2019 | Disenchantment | 20 episódios |

Participação especial
| Year | Title    | Notes                        |
| ---- | -------- | ---------------------------- |
| 2022 | Amphibia | Episódio "The Hardest Thing" |

## Prêmios e indicações
| Associação                    | Ano  | Categoria                                                                | Obra                           | Resultado | Ref(s) |
| ----------------------------- | ---- | ------------------------------------------------------------------------ | ------------------------------ | --------- | ------ |
| Annie Awards                  | 2016 | Melhor realização por roteiro em uma produção de animação para televisão | Gravity Falls                  | Indicado  | [ 8 ]  |
| Annie Awards                  | 2017 | Melhor realização por roteiro em uma produção de animação para televisão | Gravity Falls                  | Indicado  | [ 9 ]  |
| Annie Awards                  | 2022 | Melhor realização por direção em uma produção de longa-metragem          | The Mitchells vs. the Machines | Venceu    | [ 10 ] |
| Annie Awards                  | 2022 | Melhor realização por roteiro em uma produção de longa-metragem          | The Mitchells vs. the Machines | Venceu    | [ 10 ] |
| Hollywood Critics Association | 2022 | Melhor roteiro                                                           | The Mitchells vs. the Machines | Venceu    | [ 11 ] |